# Wilhelm von Braun (Jurist)
Wilhelm von Braun (* 13. November 1883 in Frankfurt (Oder); † 29. August 1941 im KZ Buchenwald) war ein deutscher Jurist und Diplomat.

## Leben
Seine Vorfahren, sämtlich Gutsbesitzer und Politiker in der Region Naumburg, wurden 1613 zu Wien in den Reichsadelsstand gesetzt und erhielten nochmals 1682 die Reichsadelsbestätigung. Hinzu kam zu Aachen 1818 eine preußische Adelslegitimation für die Kinder des kgl. großbrit. Obersts und kaiserl. bras. Feldmajor Gustav von Braun (1775–1859) und der Jane Charlotte Cuff-Gore (1802–1870), den Großeltern des Wilhelm von Braun. Dieser wurde 1883 als zweiter Sohn des Oberst a. D. Konstantin von Braun (1843–1906) und der Bertha Auguste Marianne (1856–1919), Tochter der Industriellenfamilie Hoffmann, geboren und wuchs in einer märkischen evangelischen Offiziersfamilie auf. Sein Vater war Regimentskommandeur und ein Nachkomme des Berliner Stadtkommandanten Christoph Heinrich Gottlob von Braun (1714–1798), Ritter des Schwarzen Adlerordens. Seine ältere Schwester Käthchen heiratete mit Friedrich von Wichmann und Friedrich von Wrochem Offiziere, sein nächstjüngerer Bruder Constantin wurde ebenfalls Offizier, und die jüngste Schwester Bertha war zehn Jahre mit dem nachmaligen Ritterschaftsrat Hans-Henning von Gersdorff-Kunersdorf (1886–1965) liiert.
Wilhelm von Braun wählte ebenfalls eine militärische Laufbahn und trat als Junker beim 2. Garde-Feldartillerie-Regiment der Preußischen Armee in Potsdam ein. Die Ausbildung erhielt er auf der Kriegsschule Engers. Nach seiner Beförderung zum Leutnant der Artillerie verließ er 1904 als Reserveoffizier den aktiven Dienst und studierte Jura in Grenoble, München, Greifswald und Jena. Anfang 1908 erkrankte er an Typhus und verließ daraufhin endgültig den Militärdienst. Nach einer Erholungszeit in Frankreich und England promovierte er 1910 an der Universität Heidelberg zum Doktor der Jurisprudenz und begann ein Referendariat in Kirchberg (Hunsrück).
In Frankreich wurde er im Jahre 1908 in Brest verhaftet. Zuerst verdächtigt, ein Spion zu sein, wurde er wegen angeblicher Verführung Minderjähriger verhaftet. Seine Verhaftung und seine Verurteilung (im Januar 1909) werden durch die französische Presse berichtet. Er unternahm einen Suizidversuch. Im Mai 1909 wurde er vom Berufungsgericht freigesprochen.
Vermutlich im Jahre 1912 erfolgte der Übertritt zur römisch-katholischen Kirche, wahrscheinlich beeinflusst durch die Freundschaft mit dem katholischen Priester Giuseppe Pizzardo, dem späteren Kardinal und Unterstaatssekretär im Vatikan (Braun lernte Pizzardo in München kennen, der ab 1909 Mitarbeiter der dortigen päpstlichen Nuntiatur war).
Mit Beginn des Ersten Weltkriegs an der Ostfront eingesetzt, wechselte er später in osmanische Dienste, hier kam er in russische Gefangenschaft.
In der Weimarer Republik während der Kanzlerschaft des Katholiken Joseph Wirth ging Wilhelm von Braun in die Politik. Über Monsignore Giuseppe Pizzardo bekam er Zugang zum Vatikan. Braun war an diversen diplomatischen Aktivitäten beteiligt, die zur Konferenz von Rapallo und einer vertraglichen Zusammenarbeit des Deutschen Reiches mit Sowjetrussland führte. Braun stellte Kontakte von deutschen Großunternehmen wie Siemens & Halske und Großbanken wie z. B. der Deutschen Orientbank AG mit Sowjetrussland her. In Zusammenarbeit mit Pizzardo und dem sowjetischen Diplomaten und Chef der Handelsmission in Rom Wazlaw Wazlawowitsch Worowski vermittelte er 1921/22 die Hilfslieferungen der westlichen Staaten über den Vatikan für die hungernde russische Bevölkerung. 1922 war er neben Kardinal Staatssekretär Gasparro, Pizzardo und Worowski auch an Geheimverträgen zwischen dem Vatikan und Sowjetrussland beteiligt, in der geheimen diplomatischen Korrespondenz des deutschen Auswärtigen Amtes und in den Dokumenten des Vatikans ist Braun mehrfach erwähnt.
Ab 1924 hielt sich Braun viel im Ausland auf (meist bei dem Orden der Benediktiner), vermutlich auch in Italien und China. Über seine Tätigkeit dort gibt es keine sicheren Fakten, ebenso wenig über weitere Kontakte zu Moskau.
Zum 1. Mai 1933 trat er der NSDAP bei (Mitgliedsnummer 1.722.586). 1935 erfolgte, nach der Rückkehr aus China, die Verhaftung durch die Gestapo und die Einlieferung in das KZ Dachau, später wurde er in die KZs Mauthausen und Buchenwald verlegt. Laut den KZ-Unterlagen war er wegen Homosexualität (§ 175) Schutzhäftling, geführt wurde er als „prominenter Häftling“. In den Akten ist er als Theologe, Hauptmann a. D., Polizei-Agent, als Verbindungsmann zum Vatikan und als Sowjetbotschafter in Rom bezeichnet.
Am 29. August 1941 wurde Wilhelm von Braun im KZ Buchenwald durch eine Giftspritze ermordet.
Sein Grab auf dem Alten Garnisonfriedhof in Berlin-Mitte wurde wie viele andere Ende der 1970er Jahre bei der Umgestaltung zu einem Stadtpark abgeräumt, an Stelle des verschwundenen Grabmals der Familien von Braun und von Gersdorff-Cunersdorf, seinem 1942 verstorbenen Neffen, Rittmeister Gero von Gersdorff, soll eine Gedenktafel errichtet werden.